# Shell (operační systém)
Shell (výslovnost [šel]) je ve výpočetní technice uživatelské rozhraní pro ovládání počítače a operačního systému.
Shelly dělíme do dvou skupin: textové (řádkové) a grafické. Textové shelly využívají příkazový řádek (CLI), obvykle se označují za interprety příkazů a jsou častěji využívány správci pro administraci počítače. Grafické (vizuální) shelly vytvářejí grafické uživatelské rozhraní (GUI), které je uživatelsky přívětivější pro běžné uživatele.
Etymologicky anglické slovo shell znamená slupku či skořápku, například skořápku ořechu; a tak jako má např. plod ořechu své jádro, kterým je v tomto přirovnání jádro operačního systému (kernel), tak má i skořápku (tedy shell), skrze niž se uživatel dostává k jádru.

## Řádkové shelly
Řádkové shelly mají obvykle dva režimy. První je interaktivní režim, ve kterém jsou vložené příkazy ihned zpracovány. Druhý je dávkový režim, v němž shell provádí příkazy předem zapsané v textovém souboru. Příkazové soubory se v unixových systémech obvykle nazývají shellové skripty.
V systémech DOS, Microsoft Windows a OS/2 označujeme soubory s příponou .BAT nebo .CMD jako dávkové soubory.
Všechny vložené příkazy jsou provedeny po stisknutí klávesy Enter na konci zadaného řádku. Shell příkazy interpretuje, a proto mu říkáme interpret příkazů.

## Seznam shellů

### Řádkové shelly
- Unixové shelly
  - Almquist shell (ash)
  - Bourne-Again shell (bash)
  - Bourne shell (sh)
  - C shell (csh)
  - es shell (es)
  - Korn shell (ksh)
  - rc shell (rc)
  - Scheme Shell (scsh)
  - Tcsh (TENEX C shell)
  - Z shell (zsh)
- Microsoft Windows
  - COMMAND.COM nebo cmd.exe
  - PowerShell
- OpenVMS
  - Digital Command Language (DCL)

### Grafické shelly
- prostředí Amiga OS
  - Workbench (GUI-Shell přidáno od AmigaOS 2.0)
  - Ambient (pro MorphOS)
  - Directory Opus
  - ScalOS
  - Wanderer (pro AROS)

- prostředí MS-DOS
  - DOSSHELL
  - Cybex Shell

- Macintosh Finder pro Macintosh

- prostředí Microsoft Windows
  - Aston shell
  - BB4Win
  - Emerge Desktop
  - Geoshell
  - HoverDesk
  - LiteStep
  - SharpE
  - Průzkumník Windows (explorer.exe, File Explorer, předtím nazývaný Windows Explorer – zabudovaný shell)

- prostředí X Window System (hlavně operační systémy na bázi Unixu):
  - X window manažeři, jako Blackbox a Fluxbox
  - plné prostředí pracovní plochy např.:
    - Cinnamon
    - CDE
    - GNOME
    - KDE
    - MATE
    - Xfce

### Shelly pro jiné systémy (jiná zařízení)
- Pro flash karty (EZ Flash, Supercard, EFA-Linker, R4, M3, Acekard, DSTT…)
  - Pogoshell pro Game Boy Advance
  - Moonshell pro Nintendo DS